# Fumetti
Fumetti é o nome pelo qual são conhecidos na Itália, as histórias em quadrinhos.
Fumetti refere-se à fumaça, em referência ao aspecto dos balões usados para exibir os diálogos, que se parecem com fumaça saindo da boca dos personagens. Na Itália, o mais comum é que os quadrinhos sejam veiculados em revistas populares, de papel fino e pequeno formato e vendidos em bancas de jornal, como no Brasil.

## História
|                                    |  |                                             |
| Capa da revista Il Novellino, 1907 |  | Capa da revista Corriere dei Piccoli (1911) |

Os fumetti italiano têm suas raízes em periódicos voltados para leitores mais jovens e nas publicações satíricas do século XIX. Estas revistas publicaram cartoons e ilustrações para fins educativos e de propaganda. A primeira publicação satírica ilustrada apareceu em 1848, em L'Arlecchino, um jornal diário publicado em Nápoles. Outros exemplos notáveis de publicações satíricas desse período incluem Lo Spirito Folletto publicado em Milão, Il Fischietto de Turim e Il Fanfulla, estabelecido em Roma em 1872.
No que diz respeito às publicações para crianças, alguns dos títulos mais significativos do período são Il Giornale per i Fanciulli (1834), Il Giovinetto Italiano (1849), e Il Giornale dei Bambini (1881).
Em 1899, estreou-se Il Novellino, a primeira revista a publicar Yellow Kid de Richard Felton Outcault na Itália em 1904.

Em 27 de dezembro de 1908, surge a revista Il Corriere dei Piccoli, a primeira publicação mainstream dedicada principalmente a quadrinhos. A primeira edição introduziu leitores às aventuras de Bilbolbul, um garoto negro criado por Attilio Mussino que é considerado o primeiro personagem dos quadrinhos italianos.

Apesar de ser oficialmente considerado o local de nascimento do fumetto, o Corrierino, como era apelidado, não tinha balões nas histórias que publicava, optando pelas legendas. Independentemente disso, a narrativa sequencial e os personagens recorrentes fizeram a publicação ser reconhecida como a primeira revista em quadrinhos italiana.
O mais prolífico ilustrador de quadrinhos antes da Primeira Guerra Mundial foi Antonio Rubino. Mussino e Rubino basearam suas tiras em paródias de aprendizagem escolar: Bilbolbul é uma paródia de expressões idiomáticas, enquanto "Quadratino" (literalmente "quadradinho") é uma paródia da geometria.
Il Corrierino apresentou os quadrinhos americanos a um público italiano: "Happy Hooligan" foi chamado de "Fortunello", "The Katzenjammer Kids" tornou-se "Bibì e Bibò", Bringing Up Father virou "Arcibaldo e Petronilla", "Felix the Cat", "Mio Mao".
Seguindo o espetacular sucesso de Il Corrierino (chegando a 700 000 cópias), vários outros periódicos apareceram nos anos seguintes: Il Giornaletto (1910), Donnina (1914), L'Intrepido (1920) e Piccolo mondo (1924).

### Fumetti durante a Itália fascista
O regime fascista foi rápido para reconhecer o potencial de propaganda através do novo meio. Durante a década de 1920 vários periódicos publicaram quadrinhos educativos para a juventude italiana, incluindo Il Giornale dei Balilla (1923) e La piccola italiana (1927).
Os três personagens mais populares do período, reimpressos por décadas em Corrierino, foram:
- "Il Signor Bonaventura" de Sergio Tofano (1917), foi a resposta italiana a "Happy Hooligan", com uma grande diferença: se esta último é sempre azarado, ao final de cada história Bonaventura ganha um milhão de liras.
- "Sor Pampurio" (um equivalente italiano de "Bringing Up Father"), de Carlo Bisi (1925), era uma paródia ao alpinismo social: não era realmente fascista, expressa a discriminação de classes.[5]
- "Marmittone", de Bruno Angoletta (1929), era uma tira ligeiramente antimilitarista, o máximo antiautoritarismo permitido pelo regime fascista.[6]

A partir de 1 de janeiro de 1939, a publicação de quadrinhos estrangeiros foi proibida, e o material italiano foi obrigado a seguir um padrão rígido, exaltando o heroísmo, o patriotismo e a superioridade da raça italiana. Para contornar essas restrições, alguns editores simplesmente renomearam heróis americanos com nomes italianos. A única exceção à censura foi Topolino, revista italiana do Mickey Mouse, publicada pela Nerbini a partir de 31 de dezembro de 1931. Aparentemente, a razão por trás desse tratamento especial para o personagem de Walt Disney foi a paixão dos filhos de Benito Mussolini pelo pequeno rato. Em 1935, Nerbini vendeu Topolino a Mondadori, que publicou com grande sucesso até 1988.

Em 1932, o editor Lotario Vecchi e Milão lançou o Jumbo, uma revista semanal que muitos consideram a primeira verdadeira publicação de quadrinhos italianos. A revista chegou a uma tiragem de 350.000 exemplares, sancionando os quadrinhos como um meio de grande circulação com grande apelo.

A medida de proibir material americano teve o efeito de crescimento dos primeiros heróis locais, como substitutos para os americanos. As principais histórias de aventura italianas do período são:
- S.K.1 de Guido Moroni Celsi, lançada na revista Topolino em 1935, primeira série de aventura e ficção científica italiana.

- Ciclo della Malesia, também de Guido Moroni Celsi, inspirado em Sandokan de Emilio Salgari, publicada na revista Topolino entre 1935 e 1941.
- Santurno contro la Terra de Federico Pedrocchi e Giovanni Scolari, outra série de ficção científica, inspirada na tira americana Flash Gordon, publicada na revista I tre porcellini da Mondadori em 1936.
- Dick Fulmine, também inspirado nas tiras americanas, mas adaptado às condições impostas pelo regime. Posteriormente renomeado para Fulmine pelas mesmas razões, foi concebido por Vincenzo Baggioli e desenhado por Carlo Cossio. Foi publicado em Albi audácia da editora Vittoria.

### Pós-guerra: Bonelli e a ascensão das revistas em quadrinhos
O fim da Segunda Guerra Mundial marcou uma onda de atividade na imprensa italiana: muitos títulos que foram forçados a suspender a publicação durante a guerra voltam a saturar as bancas de jornais, juntando-se a novas publicações, muitas vezes apoiadas por editoras improvisadas à procura de dinheiro rápido. Finalmente, este excesso de material resultou em uma crise de revista em quadrinhos tradicionais. Entre as inúmeras publicações do período estavam L'Avventura (1944), uma revista romana que apresentava tiras de aventura americanas como Mandrake, O Fantasma e Flash Gordon. Outra publicação romana apareceu em 1945: Robinson, uma primeira tentativa de atingir um público mais adulto. Introduziu vários personagens americanos como Prince Valiant, Tarzan, Secret Agent X-9, Rip Kirby, Li'l Abner e Dick Tracy. Robinson durou até 1947, publicando 90 edições.
Em 1945, nasceu uma das revistas mais originais do período: L'asso di Picche, publicada em Veneza como resultado do trabalho de um grupo de jovens artistas venezianos, incluindo Alberto Ongaro, Damião Damiani, Dino Battaglia, Rinaldo D ' Ami, e sobretudo Fernando Carcupino e Hugo Pratt. Sua abordagem distinta para a forma de arte ganhou-lhes o nome de "Escola veneziana" de quadrinhos. Entre os personagens criados para a revista estavam Pratt L'Asso di Picche, Junglemen Battaglia, Draky e Robin Hood.
Inspirado pelo sucesso do católico Il Vittorioso, o partido comunista italiano decidiu explorar os quadrinhos como propaganda: em 1949 nasceu Il Pioniere. Dirigido a um público muito jovem, a nova publicação apresentou material de fantasia, bem como aventuras, com um olhar para as questões sociais da época.
Em Il Vittorioso começou a carreira do mais famoso roteirista satírico da Itália pós-guerra, Benito Jacovitti.  No entanto, seu personagem mais popular, Cocco Bill (1957), uma paródia de quadrinhos de faroeste, foi publicado no jornal Il Giorno e depois na outra revista de quadrinhos católica Il Giornalino.

Em 1954, surge Il Disco Volante, a versão italiana do semanário britânico Eagle, e introduziu Dan Dare ao público italiano. Em 1955 apareceu Tintin, adaptado da revista francesa Tintin, que apresentou pela primeira vez os quadrinhos franco-belgas ao público italiano.

Mas o fenômeno mais significativo do período foi o aparecimento de revistas em quadrinhos. Impressas em uma variedade de formatos, de tamanho como o formato talão de cheque, similar as tiras diárias as de tamanho gigante, elas apresentaram histórias coletadas dos periódicos, bem como novas aventuras de personagens italianos. É nas páginas de revistas em quadrinhos que os heróis produzidos na Itália ganhou popularidade, eventualmente ofuscando seus homólogos americanos.

Entre os anfitriões das séries italianas que foram criados durante estes anos, Tex Willer é sem dúvida o mais renomado. Nascido em 30 de setembro de 1948, a partir da imaginação de Gian Luigi Bonelli e do lápis de Aurelio Galleppini, Tex Willer se tornaria o modelo de uma linha de publicações centrada no popular formato de revista conhecido como Bonelliano, tirado do nome da editora. Esses quadrinhos apresentaram histórias completas em mais de 100 páginas em preto e branco em um formato pequeno. O gêneros eram sempre de aventura, seja faroeste, horror, mistério, romance policial, ficção especulativa ou ficção científica. Os bonellianos são até hoje a forma mais popular de quadrinhos no país.
Algumas das séries que se seguiram a Tex Willer foram Zagor (1961), um herói tomahawk que protege a floresta imaginária de Darkwood no leste dos Estados Unidos, Comandante Mark (1966), apresentando um soldado na guerra de independência americana e mais recentemente Mister No (1975), sobre um piloto americano que opera uma pequena agência de voos turísticos na selva amazônica e Martin Mystère (1982), com um antropólogo/arqueólogo/ historiador de arte que investiga fenômenos paranormais e mistérios arqueológicos.
Uma outra série popular, Diabolik que mostrada um mestre do crime, publicada desde os anos 60, as série inaugurou o subgênero fumetti neri, de séries como Kriminal e Satanik. Este último foi criado na década de 1960 por um dos duos mais famosos da história dos quadrinhos, Magnus & Bunker, cuja criação mais notável, no entanto, é a série de espionagem humorística Alan Ford (1969).
Diabolik, por exemplo é publicado em formato de bolso (12 x 17 cm), o formato é usado desde a primeira edição da revista em Novembro de 1962 e é conhecido como formato diabolik.

No Brasil, quadrinhos bonelli são publicados em formatinhos (13,5 x 17,6 cm), o formato original é usado apenas nas edições especiais.
Embora lido por uma audiência mais restrita, nos anos passados a série que encontrou o sucesso crítico o mais grande é Corto Maltese, por Hugo Pratt, e Valentina por Guido Crepax. Enquanto o primeiro é uma espécie de evolução em uma forma adulta do clássico de aventura, este último deu à luz esse tipo especial de quadrinhos eróticos bastante típico da cena italiana, e cujos principais alunos foram nos anos mais recentes Milo Manara e Paolo Eleuteri Serpieri.

### Quadrinhos Disney
A Itália também produz muitos quadrinhos Disney] ou seja, histórias com personagens Disney (de Mickey Mouse e a Família Pato). 
Em Abril de 1949, a revista Topolino (Mickey Mouse) estabeleu um novo formato baseado na Revista Seleções (editada pela Editora Mondadori, mesma da revista Topolino na época), formato esse que no Brasil recebeu o nome de formatinho ou formato pato (por ter sido usado pela primeira vez na revista O Pato Donald)
Após a década de 60, os artistas americanos de quadrinhos Disney, como Carl Barks e Floyd Gottfredson não produziram tantas histórias, como no passado. Na produção americana atual a produção novas histórias diminuiu (Don Rosa por exemplo publicou mais na Europa), e este nicho foi preenchido por editoras na América do Sul, Dinamarca e Itália.